# Айкаван (Україна)
Айкава́н (крим. Aykavan, вірм. Հայկավան) — селище в Україні, в Сімферопольському районі Автономної Республіки Крим.

## Географія
Селище Айкаван розташоване в центрі району, практично є північно-східною околицею Сімферополя, в 1 км на північ від шосе Сімферополь — Феодосія. Примикає до колишнього села Біле, що входить до складу міста. Висота над рівнем моря над рівнем моря становить 295 м.

## Історія
Офіційною датою утворення селища вважається 23 березня 1995 року, коли постановою Ради Міністрів АР Крим село було поставлено на облік під найменуванням Айкаван, що в перекладі з вірменської означає «вірменське селище».

## Вулиці
В Айкавані 28 вулиць і 2 провулка, площа селища 85,5 гектара.